# Wat niet in Baedeker staat

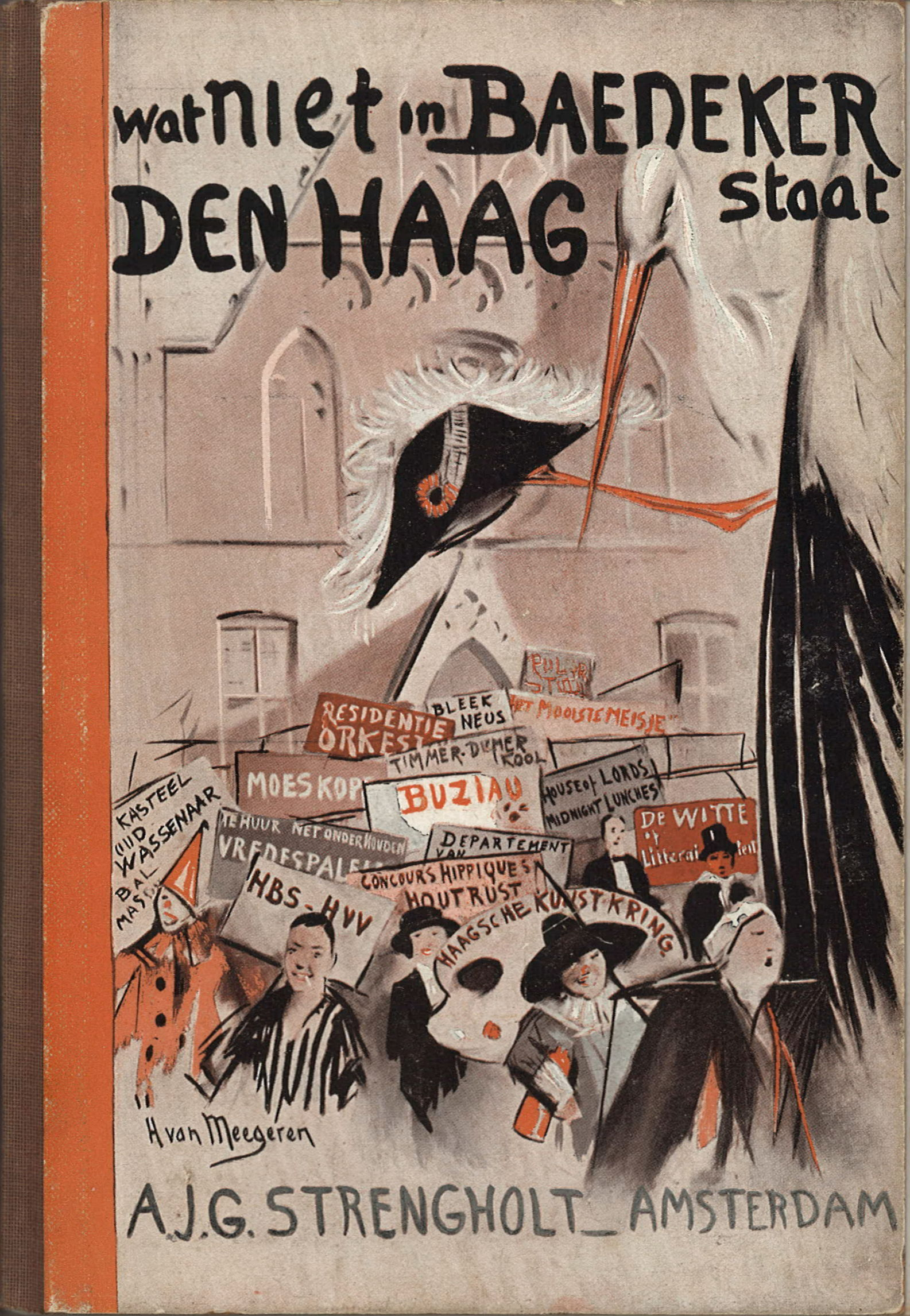
„Het boek van Den Haag“ (Pappeinband), Einbandillustration von Han van Meegeren

Wat niet im Baedeker staat war eine von 1930 bis 1932 im Amsterdamer Verlag A. J. G. Strengholt herausgegebene Buchreihe, die sich als alternative Beschreibung von niederländischen Provinzen und Städten im feuilletonistischen Stil verstehen sollte. Von den ursprünglich geplanten mindestens ein Dutzend Bänden erschienen aber nur 3 Städtebände.

## Ausgabeanlass
Wahrscheinlich regte die deutschsprachige Reihe „Was nicht im ‚Baedeker‘ steht“, die mit insgesamt 17 Bänden von 1927 bis 1938 im Piper Verlag München erschienen war, den Amsterdamer Verlag A. J. G. Strengholt im Zusammenwirken mit dem bereits 1885 gegründeten niederländischen Fremdenverkehrsverein (Algemeene Nederlandsche Vereeniging voor Vreemdelingenverkeer) zur Herausgabe der eigenen, gleichnamigen Reihe Wat niet in Baedeker staat an. Letztlich erschienen hier aber nur Bände, die die Hauptstadt des Landes, den Parlaments- und Regierungssitz sowie die damals größte niederländische, heute auch europäische, Hafenstadt in Wort und Bild vorstellten. Im Baedeker-Original waren sie damals in der deutschen Ausgabe „Holland“ (26. Auflage) von 1927 mit enthalten. Aus Gründen des Buchumfangs mussten die dort gelieferten Informationen aber auf das für den Reisenden Wesentliche beschränkt bleiben. So sollte also die Reihe dem interessierten Touristen über die knappen Ausführungen im Baedeker und den sonstigen Reiseführern hinaus weiterführendes Wissen und Hintergrundinformationen in literarisch ansprechender Form bereitstellen.

## Ausgaben

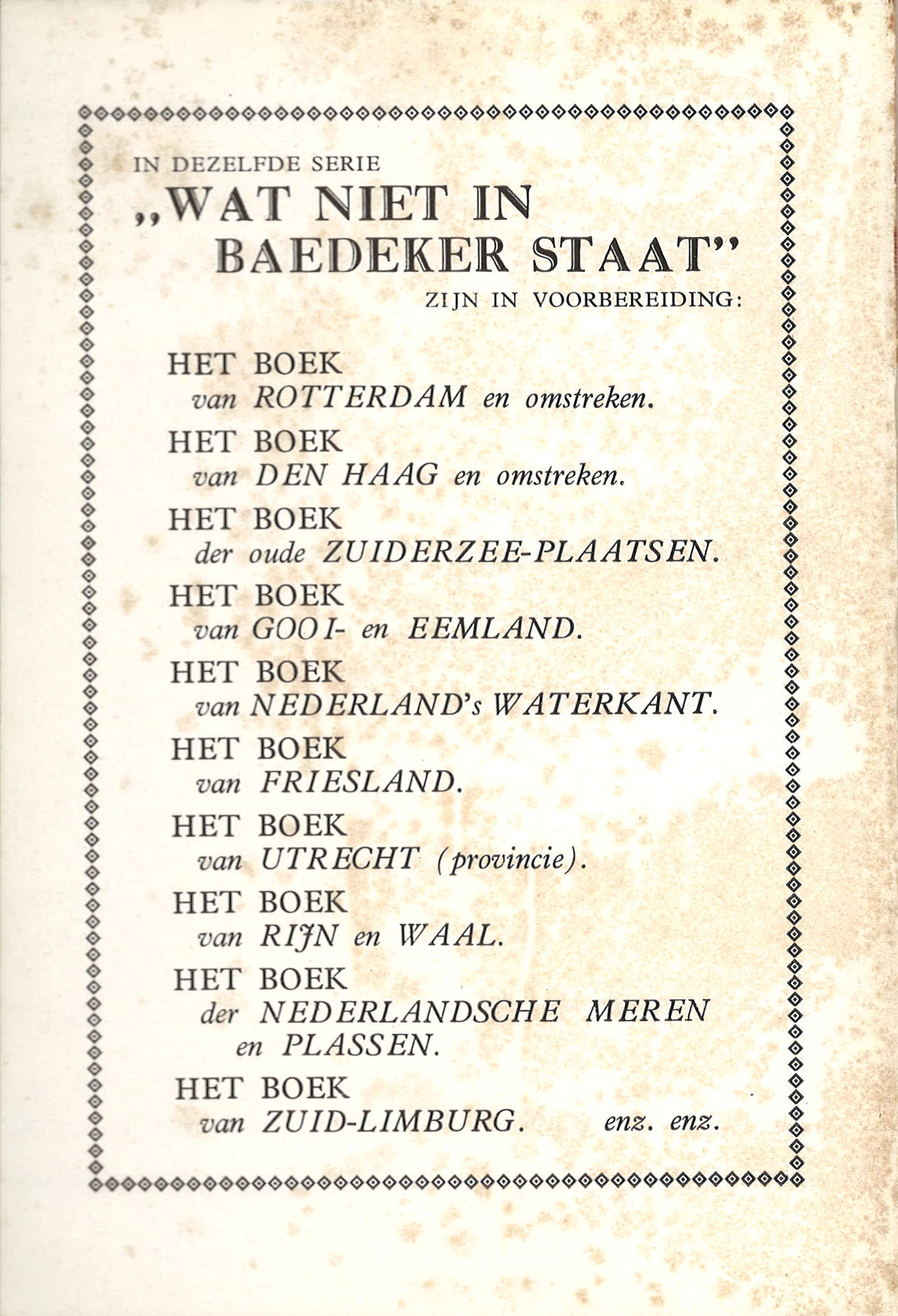
„Het boek van Amsterdam“, 1. Auflage (1930), Reihenplanung

### Geplante Ausgaben
Ursprünglich waren wesentlich mehr Bände verlagsseitig geplant. In der Erstauflage von „Het Boek van Amsterdam“ waren noch allein 10 Folgetitel, darunter die beiden tatsächlich erschienenen Bände zu Rotterdam und Den Haag, auf dem vorderen Buchspiegel als in Vorbereitung befindlich angekündigt worden und war sogar ein Fortsetzungsvermerk „etc.“ für die Reihe gesetzt. Unter den geplanten Bänden waren Titel wie „Oude [Alte] Zuiderzee-Plaatsen“, „Nederland’s Waterkant“, „Friesland“ und „Utrecht (provincie)“ aufgeführt. Wenn alle Bände realisiert worden wären, hätte die Reihe fast mit der deutschsprachigen Schwesterreihe Schritt halten können.

### Textinhalt der erschienenen Ausgaben
- Vorbemerkungen

Im Gegensatz zur Piper-Reihe, bei der nur ausnahmsweise mehr als ein Autor pro Band zu Wort kam, wurden in den drei niederländischen Reihenbänden kaleidoskopartig Artikel verschiedener Verfasser von den jeweiligen Herausgebern zu einem Ganzen zusammengestellt und illustrieren bei den ersten beiden Bänden neben den überwiegenden Zeichnungen auch Fotos die literarischen Darstellungen. Im Band für Rotterdam sind sogar ausschließlich Fotografien enthalten. Auch ein, soweit ersichtlich, Zeichner der deutschen Reihe findet sich im niederländischen Pendant wieder: Emery Kelen. Den Texten war außer der Erstauflage von Amsterdam jeweils ein Vorwort des damals amtierenden Bürgermeisters der beschriebenen Stadt vorangestellt. Am Ende der Bücher liefert ein als „Wegwijzer“ (Wegweiser) überschriebener Text einen kleinen Querschnitt durch die jeweilige Unternehmenslandschaft der Stadt, der durchaus auch in nichttouristische Gefilde vordringt, wenn diese nur typisch oder bedeutend für den Ort sind.
Als Ausstattungsmankos sind das Fehlen von Seitenangaben bei den Inhaltsverzeichnissen, was eine etwas umständliche Artikelsuche mit sich bringt, und der Verzicht auf ein Orts- und Sachregister anzumerken – diese lieferten wiederum trotz ihres naturgemäß beschränkten Umfangs die im Reihentitel zitierten „Baedeker“. Sogar das deutsche Reihenpendant „Was nicht im ‚Baedeker‘ steht“ wartete zumeist mit dieser Buchausstattung auf und hätte deshalb eigentlich als Vorbild dienen können.
- Amsterdam

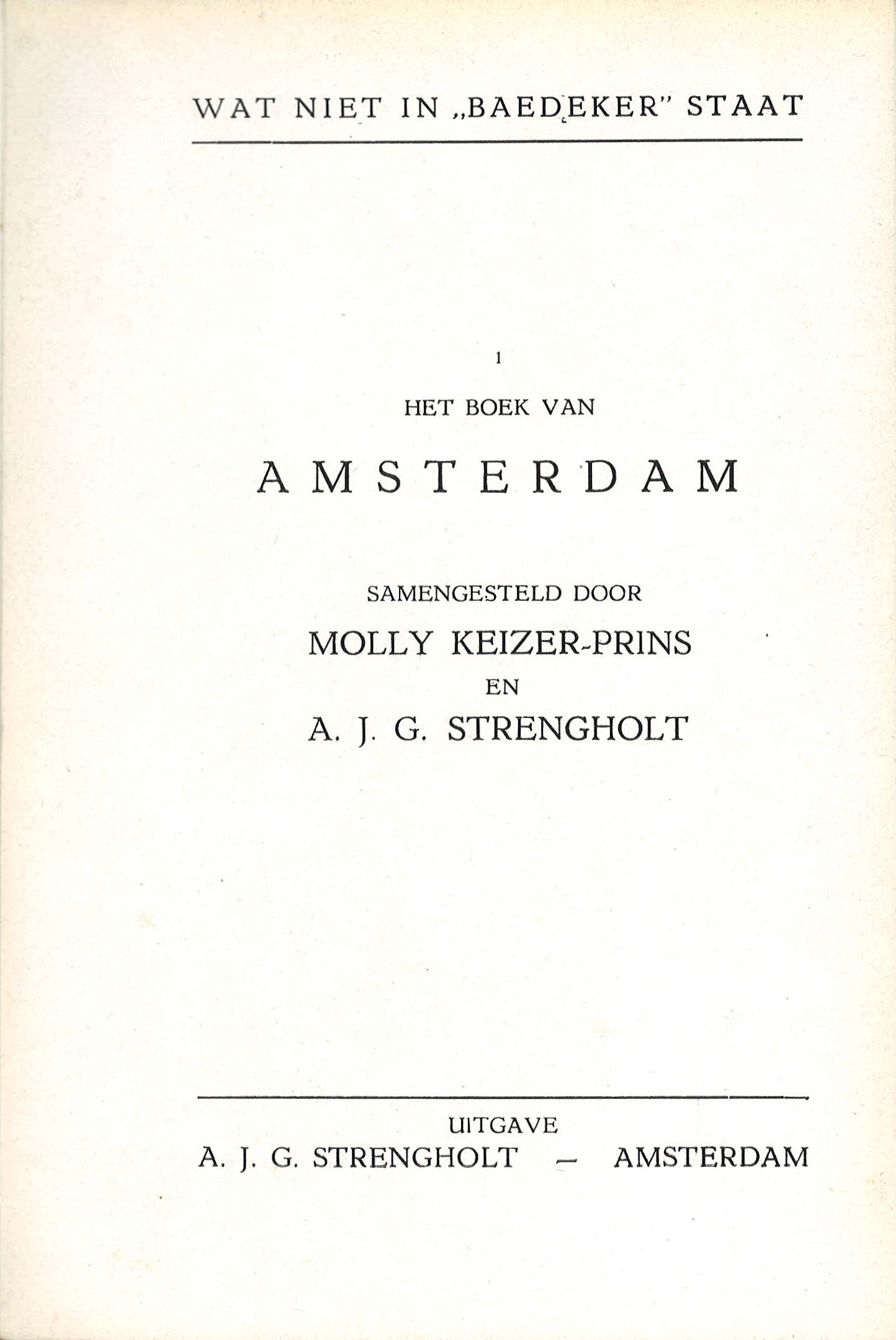
„Het boek van Amsterdam“, 1. Auflage, Titelblatt

Bei der Mitherausgeberin Molly Keizer-Prins handelt es sich um die 1944 im KZ Auschwitz ermordete Journalistin Alice Prins, die das traurige Schicksal ihres Berufskollegen Ludwig Hirschfeld aus der Piper-Reihe teilte. Neben dem Vorwort des Bürgermeisters de Vlugt, der Liebeserklärung an die Stadt von van Wermeskerken und dem obligatorischen Wegweiser am Ende des Buchs werden dem Leser in 18 Beiträgen die aus Sicht der Herausgeber wichtigsten Fakten und Informationen zu Amsterdam, seinem hauptstädtischen Leben und seinen prägenden Persönlichkeiten präsentiert. So wird Amsterdam als Stadt der Künste (C. F. van Dam), des Sports (H. A. Meerum Terwogt) und des modernen Städtebaus (Hessel Jongsma) vorgestellt. Weiter wird von Lizzy Ansingh zu einem Besuch des Rijksmuseums mit seinen Schätzen an niederländischer Kunst (Rembrandt, Jan Vermeer, Frans Hals u. a.) eingeladen, Amsterdams damals mitunter bestrittener Ruf als Musikstadt von dem Komponisten Max Tak kenntnisreich belegt oder Amsterdam von der Wasserseite auf den berühmten Grachten erkundet und dabei auch Amsterdams Hafen nicht ausgelassen (Willy Leviticus). Auch dem leiblichen Wohl des touristischen Besuchers und seinem Wunsch nach Zerstreuung in Restaurants, Bars und Clubs wird mit einer Einführung in die Amsterdamer Küche von J. H. Speenhoff bzw. kurzen Skizzierungen der interessantesten Etablissements zum abendlichen Ausgehen von Piet Kloppers der angesichts des Buchtitels zu erwartende Tribut gezollt.
- Den Haag ('s-Gravenhage)

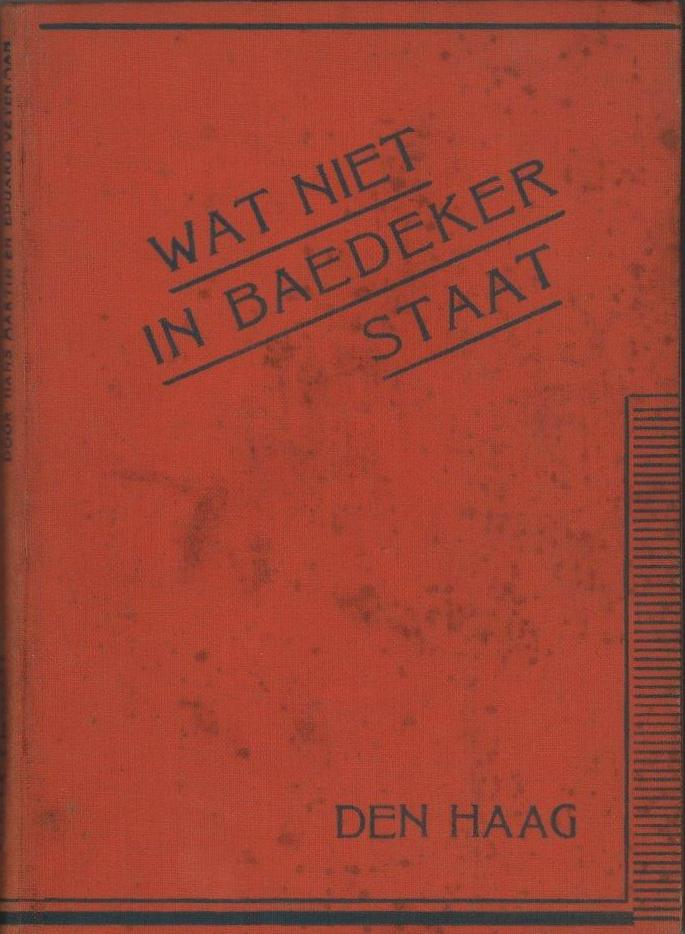
„Het boek van Den Haag“ (Leineneinband)

Nach dem Vorwort von Bürgermeister Bosch und einem Auftaktfoto des berühmten Rittersaals, in dem der niederländische König noch heute seine jährliche Thronreden verliest, lädt Melis Stoke mit einem launigen Text zum Ausgehen in der Stadt ein, die offiziell aber gar keine solche ist, weil ihr dieser Status nie verliehen wurde. Diesem folgt u. a. ein Psychogramm seiner Bewohner, dessen Erstellung der Den Haager Journalist Jan Campert wagte, und eine Beschreibung Den Haags als Ort des Wohnens von Jan Feith, der seinen Text überwiegend mit silhouettenartigen Abbildungen selbst schmückte. Sodann werden dem Leser der „Staatsdiener“ (Jan Walch), die Möwen vom Hofvijver (D'Artillac Brill), die „jungen Damen“ (Hans Martin) und auf fast 30 Seiten die ortsansässigen Literaten und Künstler aller Genres, wie Willem Kloos (Dichter), Hendrik Petrus Berlage (Architekt), Peter van Anrooy (Komponist/Dirigent) oder Vilmos Huszár (Maler/Grafiker), vorgestellt. Das traditionelle Seebad Den Haags, Scheveningen, mit Illustrationen von Pim Mulier und Sierk Schröder, beschreibt Pim Mulier unter seinem Pseudonym Pim Pernel. Joh. W. Broedelet präsentiert unter dem Titel „Die jüngste Perle an Den Haags Bademütze“ und mit 4 lustigen Karikaturen illustriert den Stadtteil Kijkduin vor allem als angesagten, neuen Badeort. Sogar ein englischsprachiges Kapitel „Flood Lights on the Hague“ (van Deventer) ist zu finden. Es wartet mit spezifischen Tipps für den Touristen von der Insel auf. Bevor auch dieser Band mit einem Wegweiser durch Den Haag schließlich ausklingt, fügte der Verlag in eigener Sache ein Kapitel mit Briefwechsel der Autoren unter dem Titel „Aus Baedeker's Papierkorb“ bei, der die Schwierigkeiten bei der Zusammenstellung der Texte zu solch einem Buch anschaulich machen soll.
- Rotterdam

Dem Textteil dieses Buchs geht eine Zusammenstellung kleiner Liebeserklärungen an die Stadt in Briefform („Warum liebe ich Rotterdam?“) von mehr oder weniger bekannten Rotterdamern, wie der Feministin Elizabeth Baelde, der Politikerin Suze Groeneweg oder dem Rechtsanwalt und Gemeinderatsmitglied Jacques Dutilh voraus.
 Weil Rotterdam schon in den 1930er Jahren einen internationalen Ruf als – nach Hamburg – damals zweitgrößte kontinentaleuropäische Hafenstadt hatte, steht die Beschreibung dieses Umschlagplatzes für Seegüter von M. J. Brusse am Beginn der Artikelfolge. Ihr folgen Aufsätze von weiteren 11 Autoren, die dem Leser ein breites Angebot an touristischen Attraktionen aufzeigen. Wie Amsterdam bot damals auch Rotterdam ein vielfältiges Musikleben, auf das P. J. Blok eingeht. Als Stadt der Cineasten mit den meisten Kinos in den Niederlanden beschreibt der Filmjournalist C. J. Graadt van Roggen Rotterdam und weist eingangs seines Artikels darauf hin, dass dieser Hinweis im Baedeker fehle. In der Tat streifte der schon erwähnte Holland-Baedeker von 1927 nur das Theater- und Konzertleben der Stadt (S. 49), das in diesem Reihenband von J. M. Ijssel de Schepper-Becker beleuchtet wird. Neben der Einbandillustration steuert Charles Albert Cocheret zum Rotterdam-Band auch einen kleinen Artikel zum Musikleben des Rotterdamer Zoos bei, in dem in den Sommermonaten ein reichhaltiges Konzertangebot zu finden war. Bei der anschließenden Beschreibung des sportlichen Lebens kommt schließlich wieder H. A. Meerum Terwogt zu Wort.

### Werbung
Am Ende der Bände sind stets etwa ein Dutzend und mehr Seiten mit Inseraten von zumeist ortsansässigen Unternehmen zu finden. Diese teilweise mit aufwendigen Grafiken und Fotos gestalteten Firmeneinträge spiegeln Wirtschafts- und Kulturgeschichte der Orte wider. Während ein Großteil der Auftraggeber aus der Hotellerie und Gastronomie sowie dem Kunsthandel stammte, der nur zeit- und ortsbezogene Bedeutung hatte, sind auch Werbeeinträge zu finden, die darüber hinausragen und von noch heute oder bis in die jüngste Zeit arbeitenden Betrieben mit z. T. überörtlicher Bedeutung stammten. Eine Auswahl davon ist nachfolgend aufgeführt. In den Fußnoten sind zu den meisten besprochenen Unternehmen und Einrichtungen in den Städten Amsterdam, Den Haag und Rotterdam entsprechende Verweise auf deren Einträge in der niederländischen Wikipedia enthalten.
- Amsterdam

Mit einer ganzseitigen Fotowerbung ihres Fabrikgebäudes machte die Diamantschleiferei I.J. Asscher auf eine alte und berühmte Handwerkskunst Amsterdams aufmerksam. In dieser wurde auch der größte je gefundene Diamant, der aus Südafrika stammende Cullinan-Diamant, gespalten und geschliffen; seine Teile sind u. a. im Zepter und der Imperial State Crown der Britischen Kronjuwelen zu finden. Die 1912 in Berlin-Johannisthal gegründeten und seit 1919 in den Niederlanden ansässigen Fokker-Werke waren bis zu ihrer Insolvenz 1996 zeitweilig der einzige niederländische Hersteller von Verkehrsflugzeugen und machten mit einer eleganten Flugzeuggrafik auf ihre sicheren, komfortablen und schnellen Flugzeuge aufmerksam. Sehr namhafte Gäste beherbergt seit 1867 das noble, an der Amstel errichtete Amstelhotel, das nur mit einer schlichten Textanzeige aufwartet. Das von Jacques van Hoven, dem Ehemann von Rika Hopper, einer der Grandes Dames des niederländischen Theaters, 1927 erworbene Theater lud als „Rika Hopper Theater“ zu Theater- und Operettenvorstellungen sowie zu artistischen Abenden ein. Von 1888 bis 1956 beförderte in der Region Waterland im Norden von Amsterdam die Nord-Holländische Straßenbahn-Gesellschaft (Noord-Hollandsche Tramweg-Maatschappij) ihre Fahrgäste und warb mit einer halbseitigen Annonce in Form eines verkleinerten, dadurch aber kaum lesbaren Plakats. Auch heute noch zieht das Kaufhaus Peek & Cloppenburg die modebewusste Kundschaft der Hauptstadt an und rückt in seinem Inserat sein prächtiges Gebäude auf dem Dam 5, heute Sitz von Madame Tussauds, ins Blickfeld. Und schließlich warb auf der Buchrückseite der 2. Auflage André J.H. Ceurvorst für den Kauf eines Plymouth-Automobils, das damals ab 2.070 Gulden zu haben war.
- Den Haag

Den Haags kommunaler Energiebetrieb GEB war mit dem Angebot von Spezialtarifen für Haushalt und Geschäfte unter den Inserenten zu finden, ebenso wie die „Maison Krul“, einer von 1903 bis 1970 in der Noordeinde 44–46, in der Nachbarschaft des offiziellen Amtssitzes der niederländischen Monarchie, zum Besuch einladenden Confiserie. Der Fotograf und führende Vertreter des Piktorialismus, Henri Berssenbrugge, warb für sein Atelier für Porträt- und Landschaftsfotografie. Unter den Inserenten findet sich im Band von Den Haag – für einen Reiseführer außergewöhnlicherweise – sogar ein Bestatter, das 1887 gegründete Unternehmen „Innemee & Zonen“ (heute: Monuta Innemee). Ein besonderes Schicksal hatte das Gebäude des Koninklijke Kunstzaal Kleykamp, dem Königin Wilhelmina 1920 das Prädikat „königlich“ verliehen hatte und für das Pieter und Ermina Kleykamp hier noch annoncierten. Im Zweiten Weltkrieg wurde von den deutschen Besatzern in diesem der Sitz des Zentralen Melderegisters eingerichtet. Erst auf der Grundlage seiner Bestände war die Verhaftung insbesondere von Widerstandskämpfern möglich. Nach zunächst mehrfachen vergeblichen Bitten niederländischer Widerstandskämpfer wurde es schließlich am 11. April 1944 von der britischen Royal Air Force bombardiert und zerstört, womit aber der Bestand an Personenakten nur teilweise vernichtet wurde.
- Rotterdam

In der Hafenstadt wirbt zunächst die „Bank voor Handel en Scheepvaart N.V.“, die vor dem 9. November 1918 von Fritz Thyssen gegründet worden war und später im Rahmen der August-Thyssen-Bank bis 1960 arbeitete. Das aus den Unternehmungen des Reeders und Schiffsbauers Fop Smit (1777–1866) entstandene Unternehmen „Fop Smit's Watertochtjes“ (Wasserfahrten) suchte ganzseitig Passagiere für seine detailliert angegebenen Schnellverbindungen zwischen den meisten holländischen Hafenstädten ebenso, wie auch die Firma „Wambersie & Zoon“, die allerdings wesentlich bescheidener, nur mit einer Schiffsabbildung daherkam. Weiter machten die damals in der Villa Dijkzigt ansässige „Volks-Universiteit te Rotterdam“, der „Rotterdamse Kunstkring“ (Rotterdamer Kunstkreis) und Arena, das Rotterdamer Varieté, mit Inseraten auf sich aufmerksam. Heineken-Biere wurden auch schon 1931 viel und gern getrunken, so dass die Brauerei ihre Produkte als – wohl in den Niederlanden – „meistgezapft“ offerieren konnte. Gleich zwei Anbieter boten Buicks bzw. Studebakers zum Ausleihen an. Schließlich wirbt abschließend auch in diesem Band die Kommune für ihren Energiebetrieb, gleich doppelseitig mit Abbildungen der damals ganz modernen, mit Gas betriebenen Haushaltsgeräte, wie Durchlauferhitzern, Herden und Kaminen, und ist auch Peek & Cloppenburg wieder unter den Inserenten mit einer kleinen Textanzeige für das Rotterdamer Geschäft in der Hoogstraat 211, wo es noch heute ansässig ist, zu finden.

### Ausstattung und Preis
Die auf Kunstdruckpapier gedruckten Bände wurden zum größten Teil als Pappband mit Leinenrücken und illustriertem Vorderdeckel für 1,90 Gulden ausgeliefert. Es gab aber auch flexible, einfarbige Leineneinbände für 2,25 Gulden. Die Einbandillustrationen wurden von damals bekannten Künstlern gestaltet, darunter war auch der später als Kunstfälscher in Erscheinung getretene Han van Meegeren. Es ist sehr wahrscheinlich, dass den Leinenbänden auch Schutzumschläge mit der bandspezifischen Illustration beigegeben waren. Anderenfalls hätten die Käufer dieser Einbandvariante auf diese von vornherein verzichten müssen.
 Auf dem vorderen Buchspiegel finden sich jeweils Hinweise auf die anderen beiden Reihenbände mit ihren Autoren bzw. den vorläufigen Reihenplan (Erstauflage von Amsterdam). Über Auflagenhöhen der drei Bände liegen keine bibliografischen Angaben vor. Eine 2. Auflage erreichte nur das Buch von Amsterdam, nachdem die erste binnen 2 Wochen nach Erscheinen vergriffen war.

### Tabelle der Reihentitel
| Titel                  | Herausgeber                            | Vorwort                                       | Autoren (Auswahl) | Illustratoren                                                              | Einbandgestalter        | Einbandbild                                    | Auflagejahr                      | Seiten (zusätzliche Werbung) |
| ---------------------- | -------------------------------------- | --------------------------------------------- | --- | -------------------------------------------------------------------------- | ----------------------- | ---------------------------------------------- | -------------------------------- | ---------------------------- |
| Het boek van Amsterdam | Molly Keizer-Prins A. J. G. Strengholt | -                                             | Jan J. Zeldenthuis, Molly Keizer-Prins, Aaldrik Jan Georg Strengholt, Max Tak, Bernard van Vlijmen, Henri van Wermeskerken u. a.                                                       | Henri Pieck, Jan Gregoire, Jan Lutz, Emery Kelen, Bernard van Vlijmen      | Jan Sluijters           | externe Abbildung Bitte Urheberrechte beachten | [1930]                           | 199 (25)                     |
| Het boek van Amsterdam | Molly Keizer-Prins A. J. G. Strengholt | Willem de Vlugt                               | Molly Keizer-Prins, Aaldrik Jan Georg Strengholt, Max Tak, Bernard van Vlijmen, Henri van Wermeskerken u. a.                                                                           | Henri Pieck, Jan Gregoire, Jan Lutz, Emery Kelen, Bernard van Vlijmen      | Jan Sluijters           | externe Abbildung Bitte Urheberrechte beachten | 2., überarbeitete Auflage [1932] | 183 (11)                     |
| Het boek van Den Haag  | Hans Martin, Eduard Veterman           | Lodewijk Hendrik Nicolaas Bosch van Rosenthal | Jan Campert, Ben van Eysselsteijn, Johan Koning, Wouter Loeb, Hans Martin, Pim Pernel, A. J. G. Strengholt, Eduard Veterman, Jan Walch, Wilhelmus Petrus Franciscus van Deventer u. a. | Pim Mulier, Sierk Schröder, Eduard Veterman, Jan Eland, Machtel den Hertog | Han van Meegeren        | [ 19 ]                                         | [1931]                           | 190 (14)                     |
| Het boek van Rotterdam | H. A. Meerum Terwogt Herman Vlug       | Pieter Droogleever Fortuyn                    | Petrus Johannes Blok, Marie Joseph Brusse, Charles Albert Cocheret, Henri Dekking, Coenraad Jan Graadt van Roggen, H. A. Meerum Terwogt, Herman Vlug                                   | -                                                                          | Charles Albert Cocheret |                                                | [1931]                           | 181 (19)                     |